# 益子安宗
益子 安宗（ましこ やすむね）は、安土桃山時代から江戸時代前期にかけての武士。下野宇都宮氏の家臣。下野国芳賀郡西明寺城主。

## 出自
元々、益子氏は紀党といい、清党の芳賀氏共々紀清両党と称される下野の有力武士団として下野守護・宇都宮氏の主要な軍事力であった。その後、芳賀氏が宇都宮氏との縁戚関係を背景に台頭し、一方の益子氏は重い軍役に強いられると、次第に半独立化を志向するようになっていた。

## 略歴
益子勝宗の子として誕生。
長兄で嫡男であった信勝が、武田信玄から偏諱を受けた事を宇都宮広綱の正室・南呂院に疎まれ那須氏の有力家臣・大関氏の下に走ったため、庶子であった安宗が嫡男となる。
しかし天正7年（1579年）、益子氏の重臣・加藤上総の讒言により幽閉され、家督は子の家宗に継承された。以後、隠居の身分として余生を過ごした。
寛永12年（1635年）、死去。